# Louisa Lawson

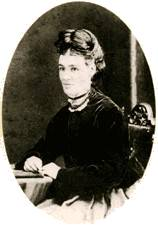
Louisa Lawson

Louisa Lawson (geboren 17. Februar 1848 in Mudgee, New South Wales; gestorben 12. August 1920 in Gladesville) war eine australische Schriftstellerin, Herausgeberin, Suffragette und Feministin.

## Leben und Wirken
Lawson war das älteste von neun Kindern einer armen Familie und musste die Schule im Alter von 13 Jahren verlassen. 1866 heiratete sie Niels Larsen. Ihr Ehemann war jedoch oft abwesend und ließ Louisa mit vier Kindern alleine zurück. 1882 zog sie mit ihren Kindern nach Sydney. Sie verwaltete Pensionen und sparte Geld, um damit 1887 einen Anteil der radikalen, die Federation of Australia unterstützenden Tageszeitung The Republican zu erwerben. Mit ihren Einnahmen und Erfahrungen aus der Arbeit bei der Zeitung konnte sie im Mai 1888 The Dawn herausgeben.
The Dawn war Australiens erstes Journal, das ausschließlich von (bis zu zehn) Frauen produziert wurde. Es wurde siebzehn Jahre lang (1888–1905) monatlich veröffentlicht und in ganz Australien und Übersee verteilt. Das Magazin besaß eine streng feministische Perspektive und diskutierte Themen wie das Recht der Frauen zu wählen und öffentliche Ämter zu besetzen, Bildung sowie wirtschaftliche und gesetzliche Rechte für Frauen, häusliche Gewalt und die Abstinenzbewegung. Louisas Sohn Henry Lawson schrieb auch Gedichte und Geschichten für die Zeitschrift. Der Verlag von The Dawn druckte 1894 auch Henrys erstes Buch Short Stories in Prose and Verse.
1889 gründete Louisa den Dawn Club, der zum Mittelpunkt der Suffragettenbewegung in Sydney wurde. Als 1891 die New South Wales Women's Suffrage League entstand, um die Bewegung zu unterstützen, erlaubte Lawson ihnen, das Büro des Dawn zu benutzen, um Pamphlete und Literatur kostenlos zu drucken. Nachdem 1902 in New South Wales der „Womanhood Suffrage Bill“ durchgesetzt wurde, stellte man Louisa den Mitgliedern des Parlaments als „The Mother of Suffrage in New South Wales“ vor. Für die Frauen dieser Zeit war das allgemeine Wahlrecht gar nicht das zentrale Thema. Louisa kritisierte die Regierung nicht dafür, dass sie den Aborigines das Wahlrecht verwehrte.
Lawson zog sich 1905 zurück, schrieb aber weiter für die Magazine in Sydney und veröffentlichte The Lonely Crossing and Other Poems, eine Sammlung mit 52 Gedichten. Sie starb 1920 in der psychiatrischen Klinik von Gladesville und wurde in einem Armengrab bestattet.
1975 gab die australische Post zu ihren Ehren eine Briefmarke heraus.